# 동경의 호랑이
"동경의 호랑이"는 1972년 공개된 대한민국의 영화이다.

## 배역
- 박노식
- 김지미